# Адріу Відеану
Адріу Відеану (рум. Adriean Marian Videanu; нар. 1 червня 1962, Кревеніку, округ Телеорман) — бізнесмен, мер Бухаресту (2005—2008), віце-президент Демократичної ліберальної партії Румунії, яку очолював Еміль Бок та міністр економіки в кабінеті Е. Бока з 22 грудня 2008 року.
Займався бізнесом у мармуровому та гранітному виробництві, на початку квітня 2005 року був обраний мером міста Бухарест, зібравши 53,01 % голосів виборів, але явка була меншою з 1989 року, коли лише 24,83 % виборців прийшли на вибори.
Починаючи з 2008 року, компанія Відеану була причетна до корупціних скандалів, пов'язаних із закупівленю сиронини та будівництвом. Його власні компанії були задіяні в скандальної справи, коли велика кількість вулиць столиці Румунії була оздоблена новими бордюрами, імпортованими з Китаю в період 2006—2008 років. Кошторис був серйозно порушений, що викликало невдовлення жителів Бухареста. За деякими попередніми даними компанії Війнау отримали незаконно 4 мільйони євро з державних коштів.
29 січня 2015 року заарештований за звинувачення в нових корупційних діяннях.
У нього та його дружини Міоріці є двоє дітей, Андрій-Валентин і Діана-Олександра.
1. ↑  https://www.puterea.ro/finul-lui-videanu-impus-de-pnl-la-butoanele-consiliului-judetean-teleorman/
2. ↑  https://ziarulteleormanul.ro/lucian-militaru-ar-putea-iesi-din-cursa-pentru-parlament-dosarul-fostului-primar-de-videle-respins-de-comisia-macovei/